# 蓬巴尔 (卡拉泽达-迪安西昂伊什)
蓬巴尔是葡萄牙布拉干萨区的一个堂区。总面积16.8平方公里，总人口404人，人口密度24人/平方公里。